# The Wild Hunt (album de The Tallest Man on Earth)
Pour les articles homonymes, voir Wild Hunt.
Albums de The Tallest Man on Earth
Shallow Grave
(2008) Sometimes the Blues Is Just a Passing Bird
(2010)
The Wild Hunt est le second album du chanteur Folk suédois, The Tallest Man on Earth, paru le 13 avril 2010. Dans la même veine que son précédent album, l'accueil critique fut tout aussi bon que son premier essai, obtenant notamment une note moyenne sur Metacritic de 80 sur 100, sur la base de 24 critiques musicales de référence différentes ou de 8.5 sur 10 sur Pitchfork.

## Liste des chansons
| No  | Titre                        | Durée |
| --- | ---------------------------- | ----- |
| 1.  | The Wild Hunt                | 3:22  |
| 2.  | Burden of Tomorrow           | 3:34  |
| 3.  | Troubles Will Be Gone        | 3:02  |
| 4.  | You're Going Back            | 3:05  |
| 5.  | The Drying of the Lawns      | 2:54  |
| 6.  | King of Spain                | 3:26  |
| 7.  | Love Is All                  | 4:15  |
| 8.  | Thousand Ways                | 2:53  |
| 9.  | A Lion's Heart               | 3:15  |
| 10. | Kids on the Run              | 4:52  |
| 11. | Like the Wheel (Bonus Track) | 3:58  |

A Lion's Heart a notamment été utilisée dans l'épisode 10 de la 2e saison de la série télévisée Hung, produite par la HBO.